# Velț, Sibiu
Velț (în dialectul săsesc Welz, Valts, în germană Wölz, Wälzen, Thalheim, în maghiară Velc, Völc) este un sat în comuna Bazna din județul Sibiu, Transilvania, România. Se află în partea de nord-vest a județului,  în Podișul Târnavelor. Numele săsesc al localității, Wölz, era derivat din cuvântul maghiar völgy, care înseamnă "vale".

## Biserica
- Vezi și Biserica fortificată din Velț

Biserica-sală  din această localitate, construită în pragul secolului al XV-lea, este ridicată în piața din mijlocul comunei. Din punct de vedere stilistic aparține goticului târziu.
Din păcate, astăzi biserica este pe jumătate prăbușită, iar în sat nu mai trăiește nici un sas.

## Fortificația
Inițial, zidurile incintei  au fost mai înalte decât ceea ce se păstrază la ora actuală și înconjurau curtea după un traseu aproximativ oval.  Fortificația este delimitată către est de malurile abrupte ale unui pârâu, care creează o porțiune de apărare naturală.

## Demografie
La recensământul din 1930 au fost înregistrați 1.255 locuitori, dintre care 554 români, 475 germani, 203 țigani, 13 maghiari și 10 evrei. Sub aspect confesional populația era alcătuită din 590 greco-catolici, 475 evanghelici (luterani), 167 ortodocși, 11 reformați (calvini) 10 mozaici și 2 romano-catolici.

## Galerie imagini

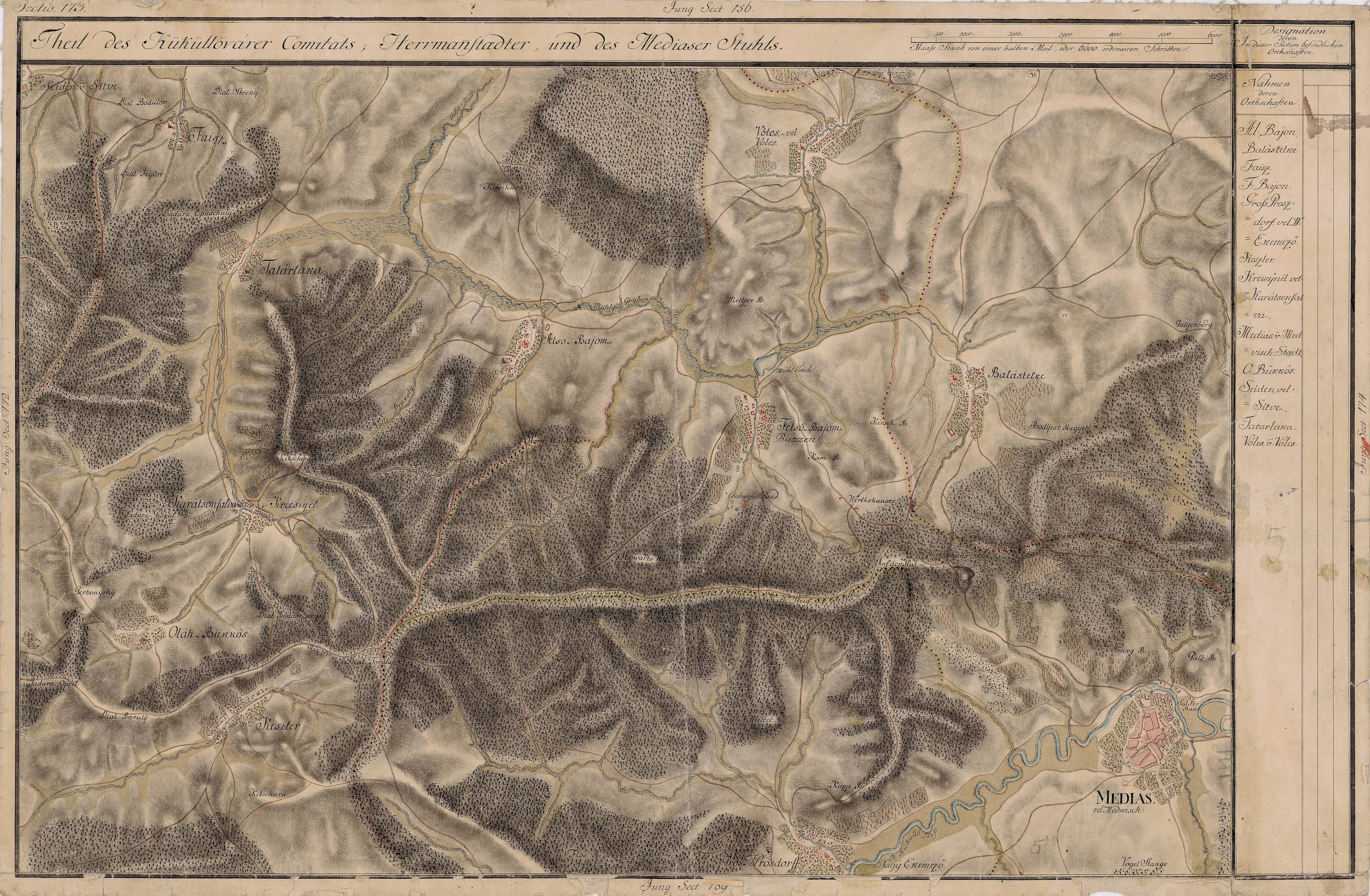
Velţ în Harta Iosefină a Transilvaniei, 1769-1773
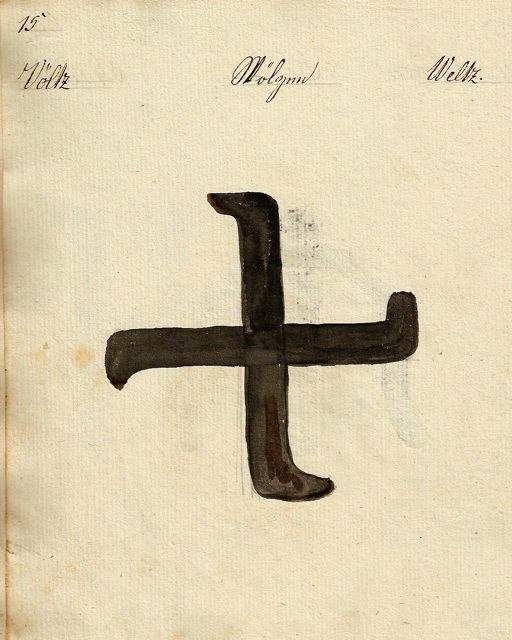
1826 - Danga pentru vitele din Velţ
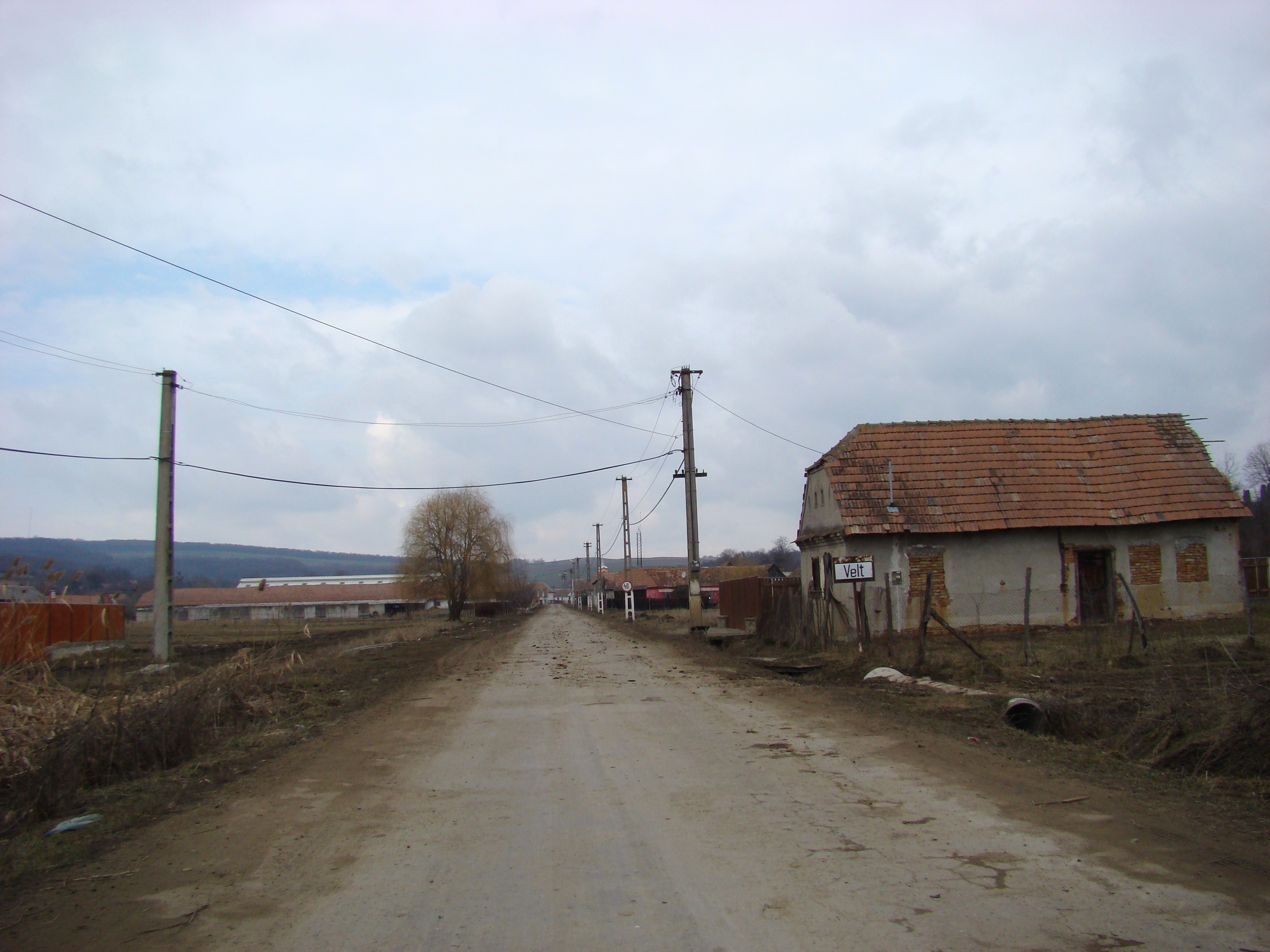
Intrarea în localitate
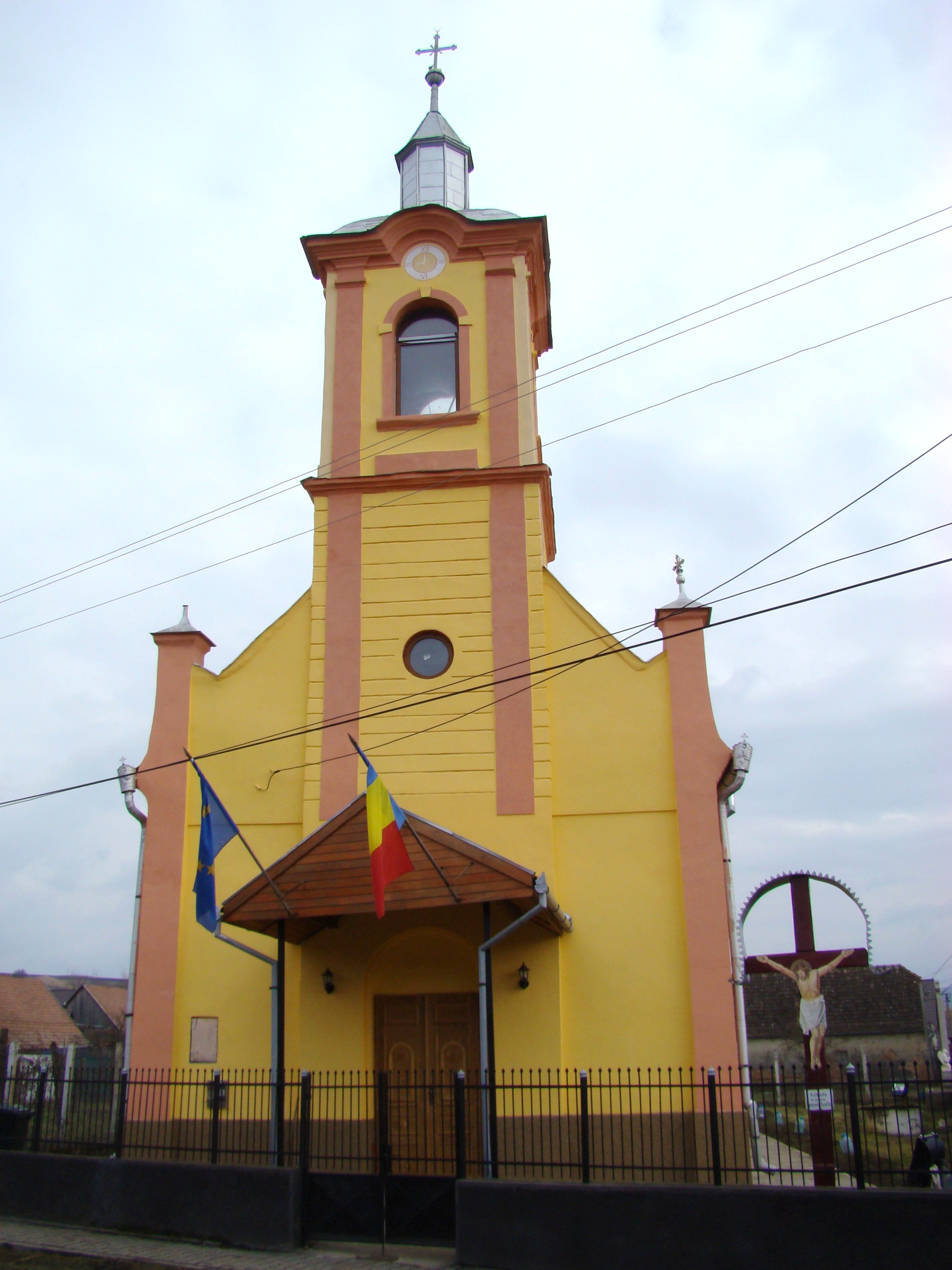
Biserica ortodoxă cu hramul „Buna Vestire” (1903)
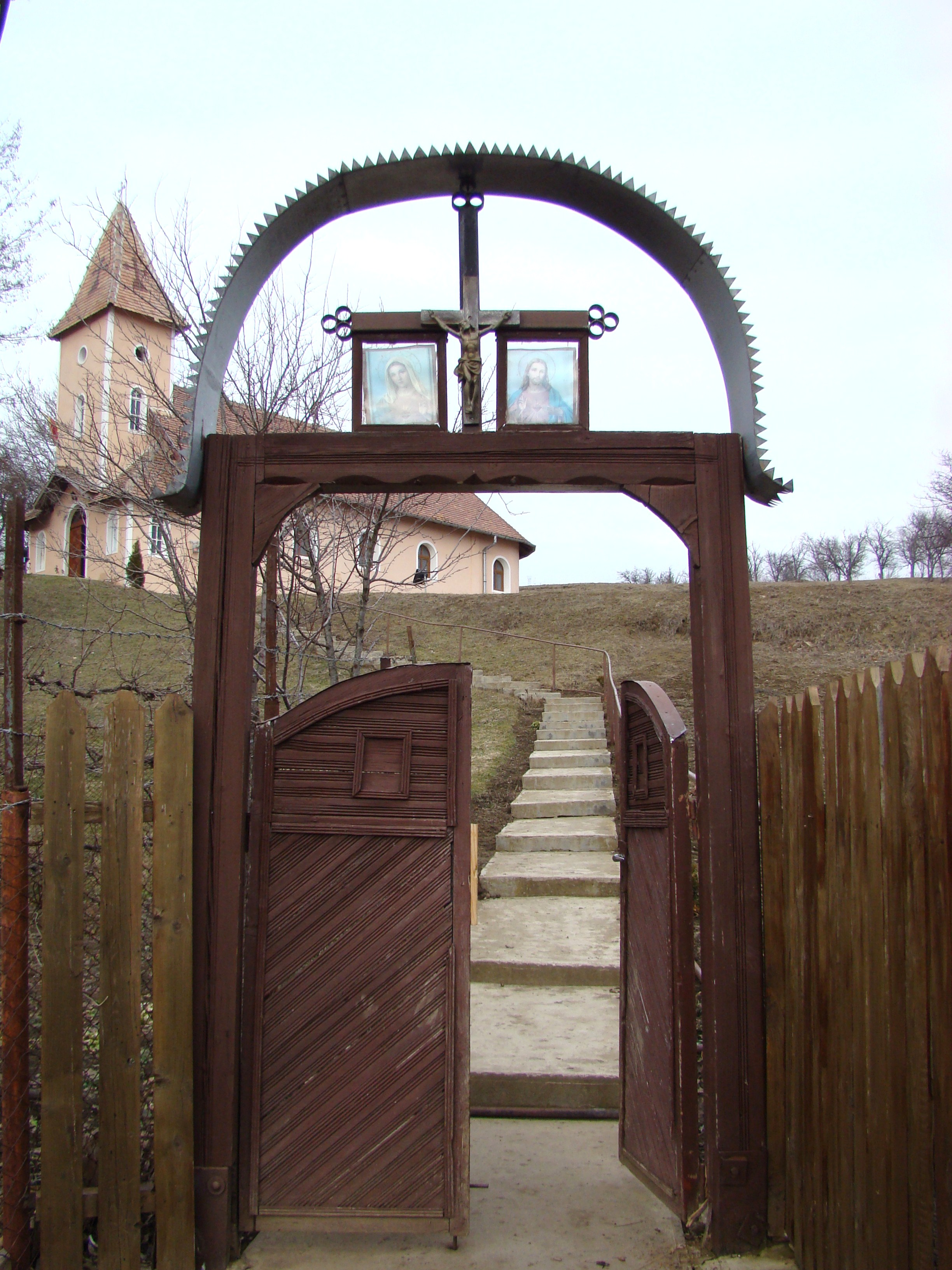
Biserica greco-catolică cu hramul „Sfinții Arhangheli” (1837)
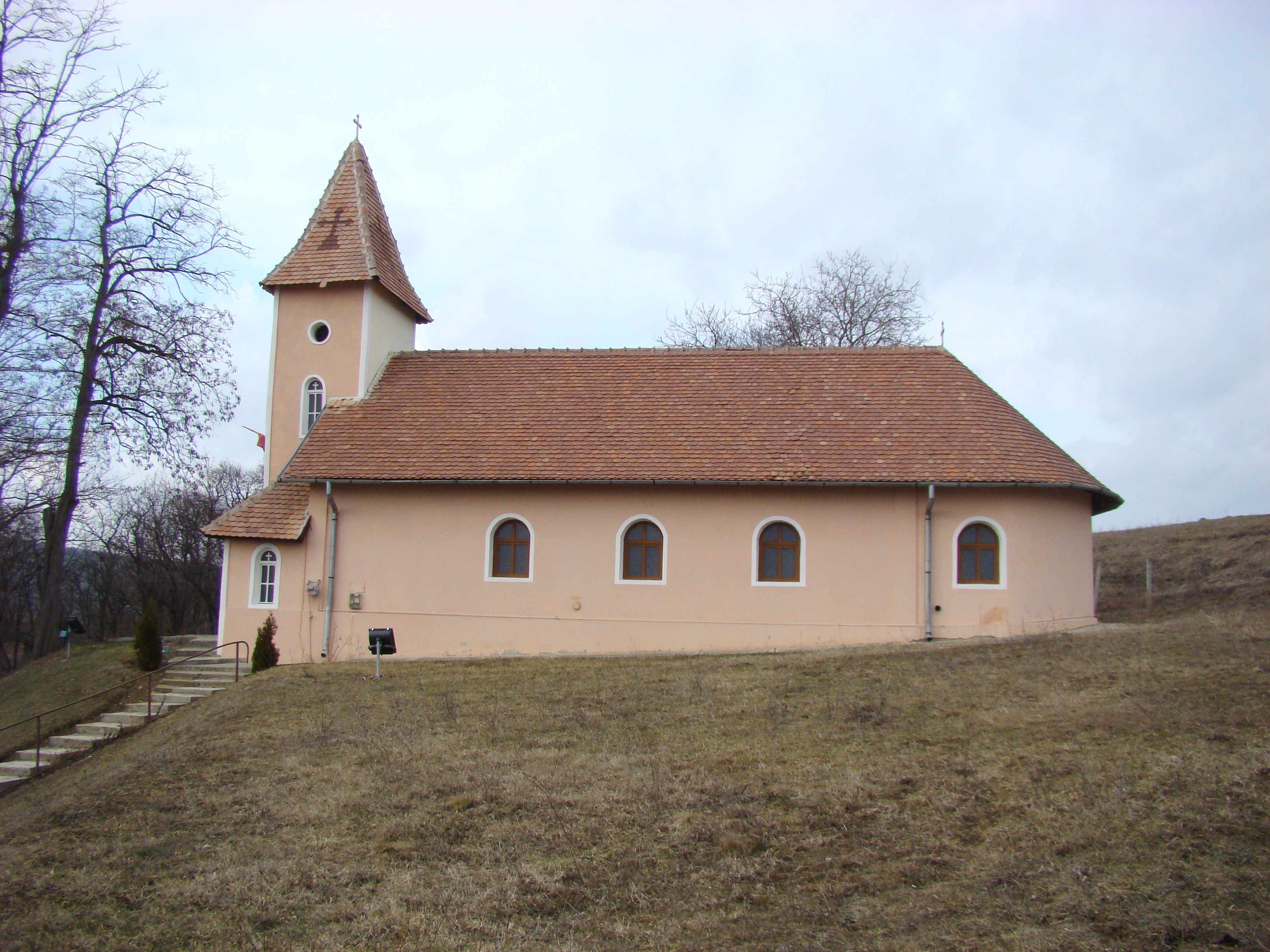
Biserica greco-catolică cu hramul „Sfinții Arhangheli” (1837)
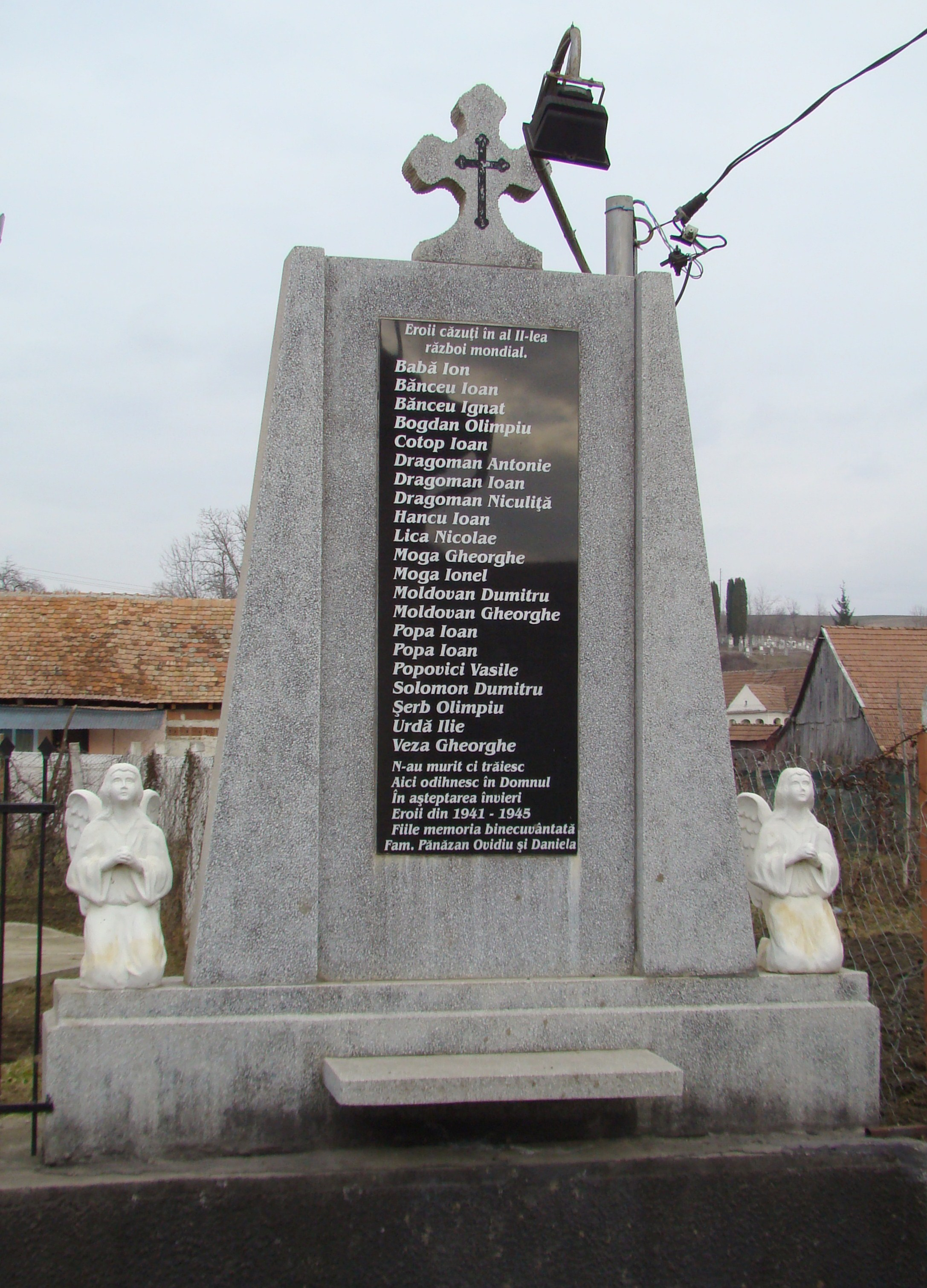
Monumentul Eroilor
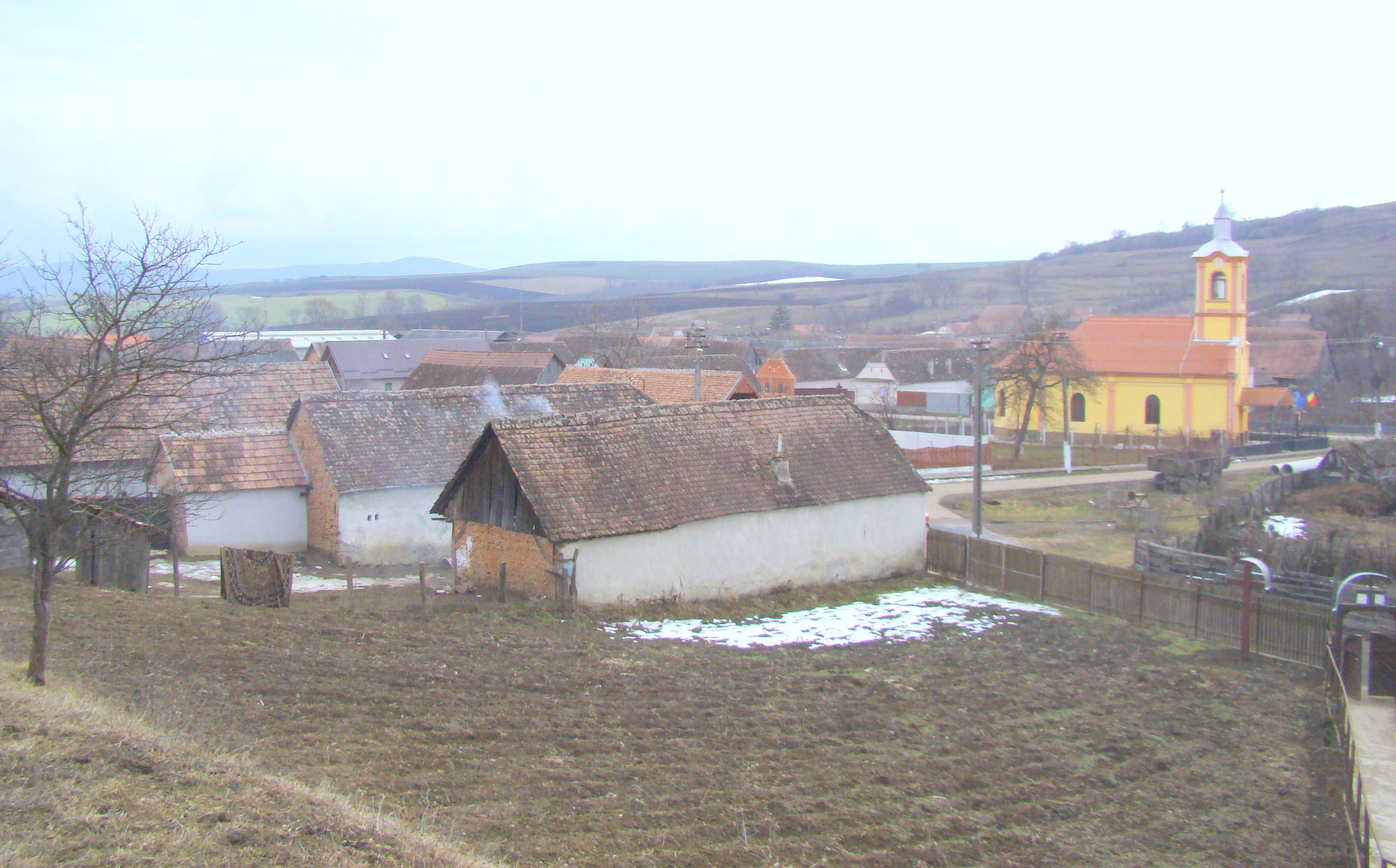
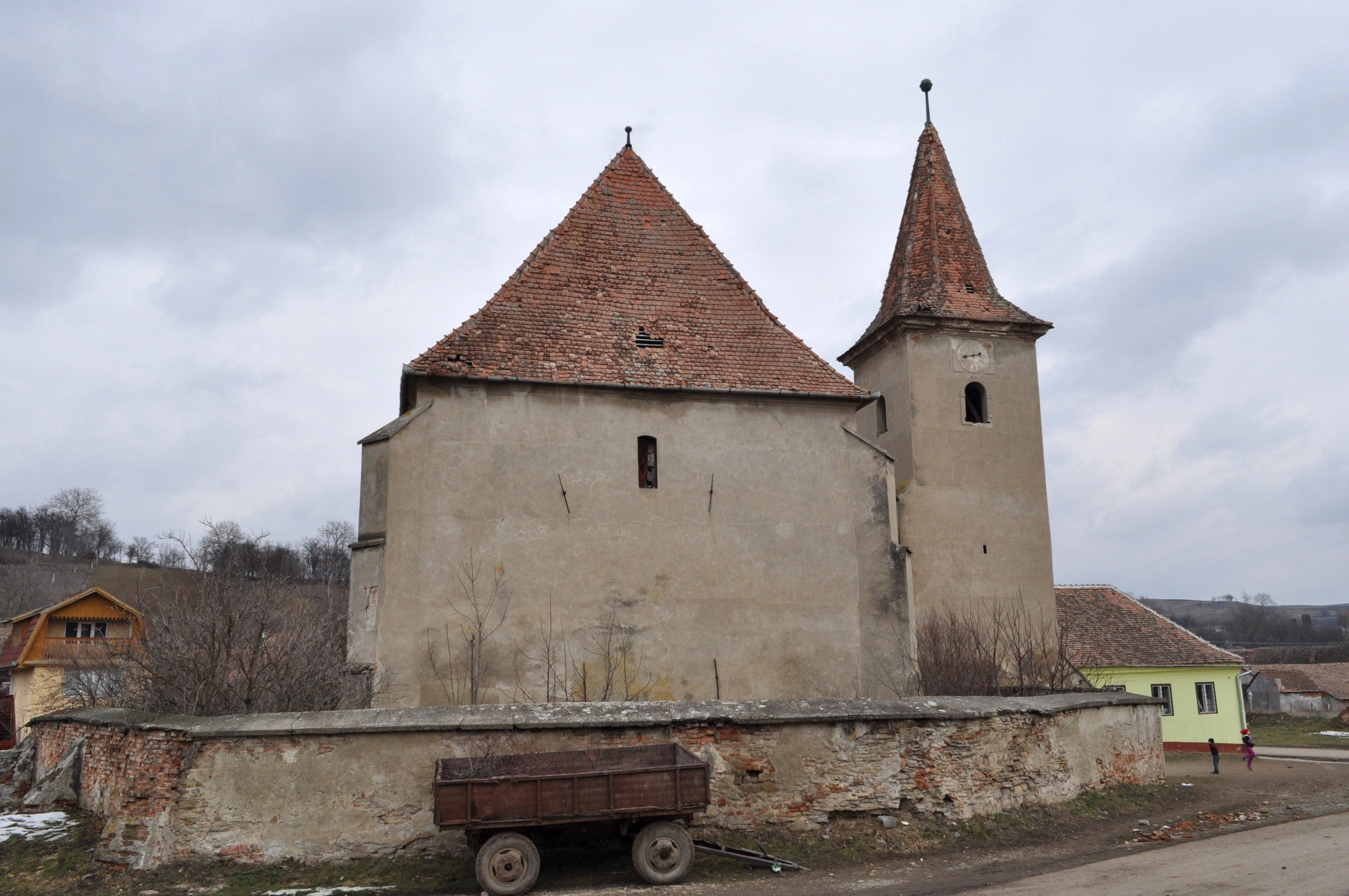
Biserica luterană (stil gotic, prima etapă de construcție 1350-1375)
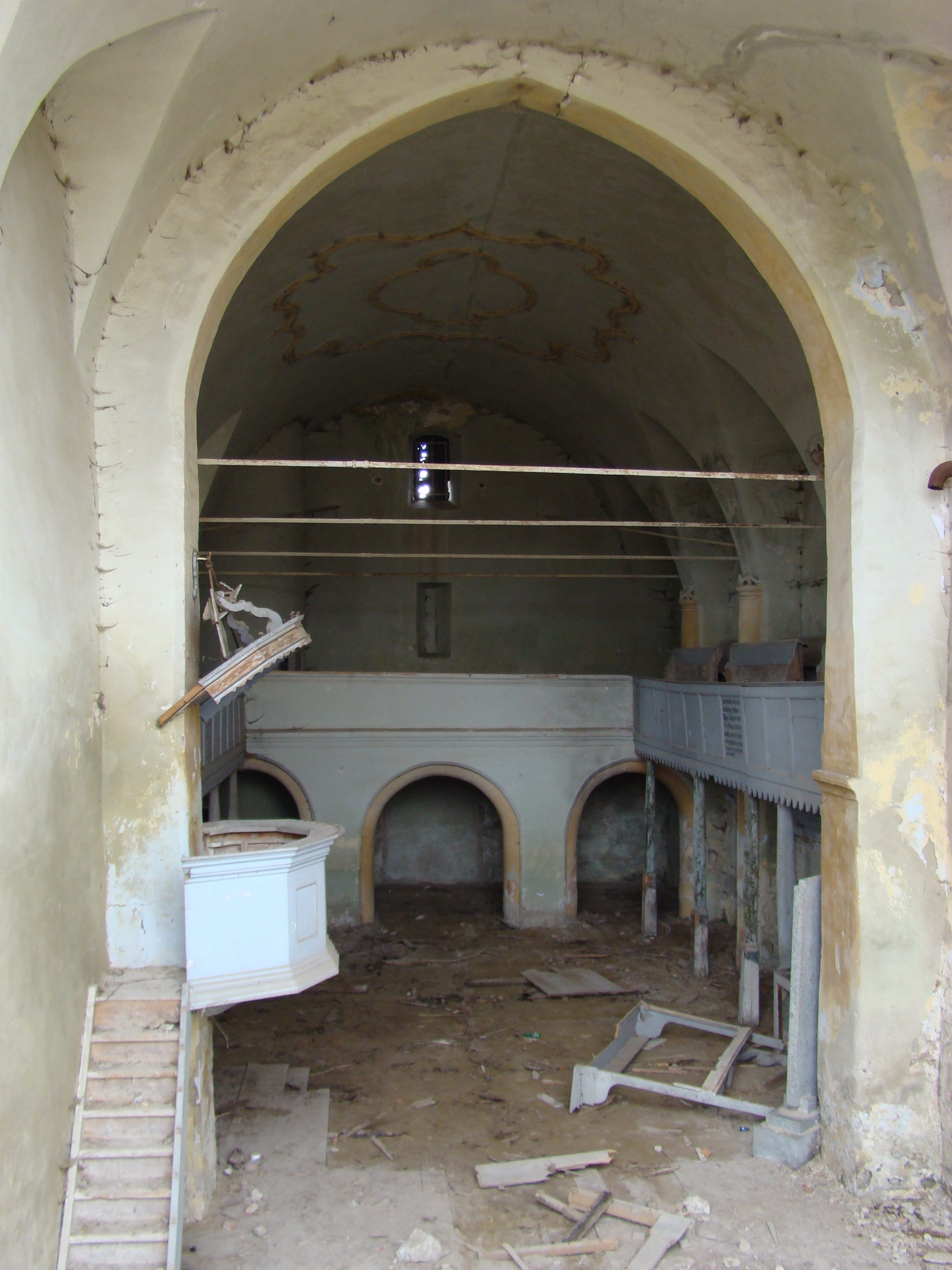
Biserica evanghelică luterană (interior)
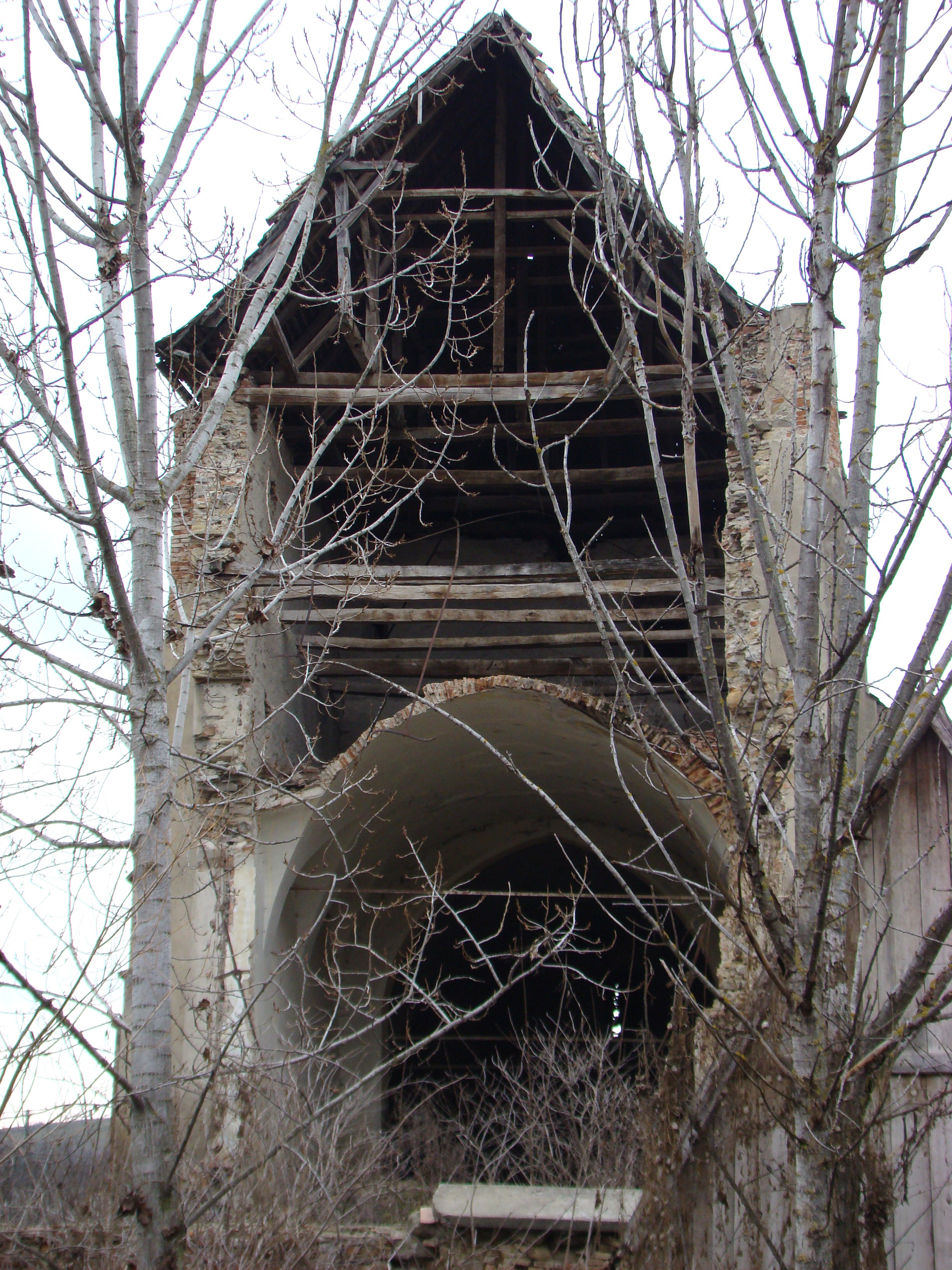
Partea de est prăbușită în 2002
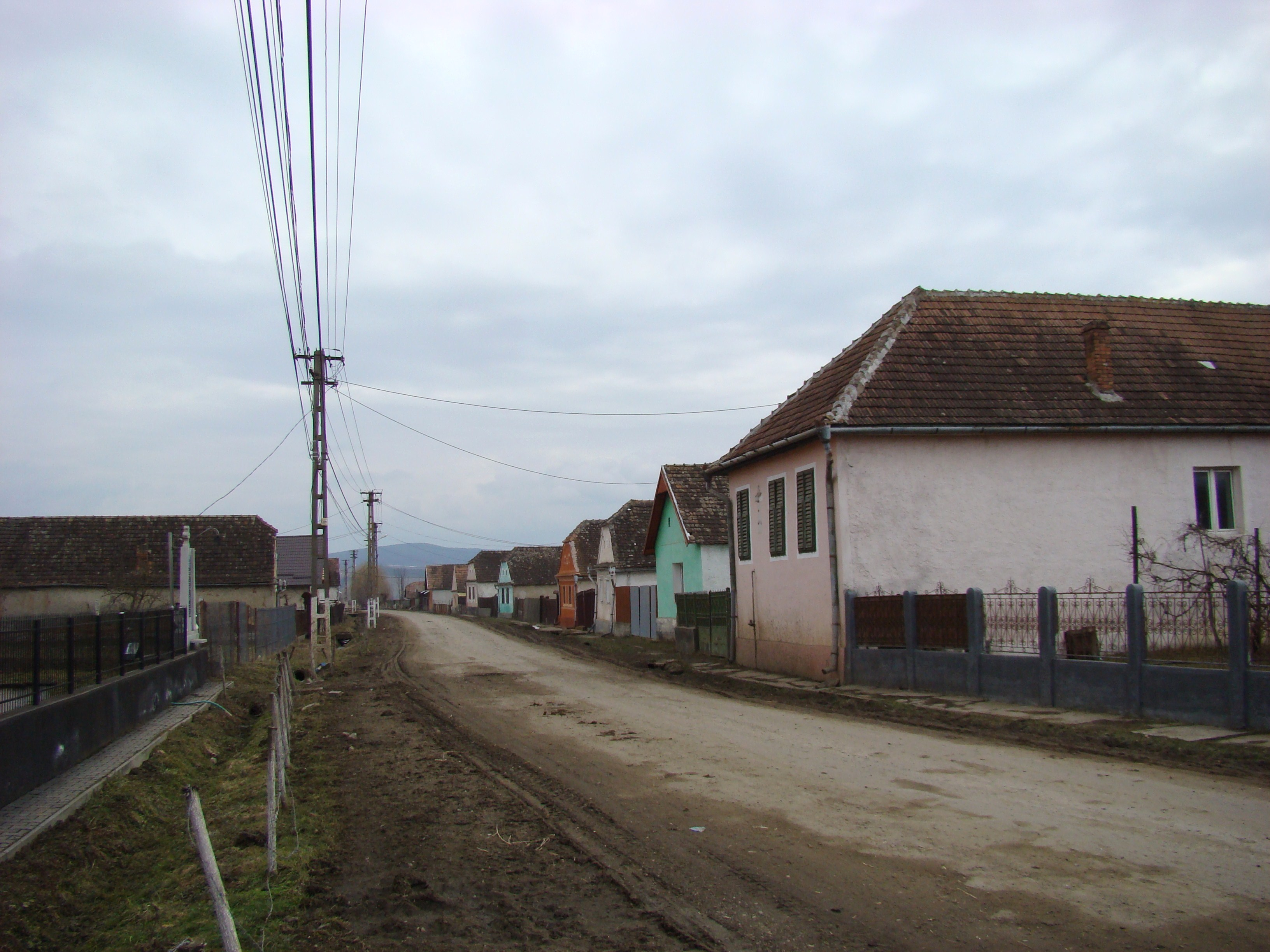